# 肥前高木氏
肥前高木氏（ひぜんたかぎし）は、肥前国国府の南郊の佐嘉郡高木村から出た豪族で、藤原北家の後裔と称した。

## 概要
「刀伊の入寇」を撃退するのに活躍した大宰権帥藤原隆家の曾孫とされる肥後守・文貞（文定）のとき高木氏を称する。庶家は菊池氏、於保氏、龍造寺氏、上妻氏、赤司氏、肥前井上氏、草野氏（嵯峨源氏出自説もあり）、江島氏などの諸氏が分出したと伝わる。
宗家は源平合戦に際しで源氏方に立ち、文治二年（1186）8月、源頼朝から本領の佐嘉郡深溝北郷内甘南備の地頭職に補任され、御家人となる。鎌倉時代には肥前国一宮の河上社の大宮司職を相伝し、免田の給主として、神事や造営に努めた。勢力が拡大するにつれて、同社座主職との対立が激しくなったと伝える。
高木氏はこの地方で有力であったため、鎌倉時代末期から南北朝時代にかけての使節としての史料が多く、公的立場で所両の遵請行に関与していたことが見て取れる。河上社大宮司としては南北朝時代中期までで、それ以後、大宮司職は千葉氏（東国御家人系）によって代わられたため一在地領主となり、その勢力は衰退していった。